# Kathleen Bald
Kathleen Ann Bald –conocida como Kathy Bald– (Etobicoke, 19 de diciembre de 1963) es una deportista canadiense que compitió en natación.
Ganó una medalla de plata en el Campeonato Pan-Pacífico de Natación de 1989, en la prueba de 4 × 100 m libre. Participó en los Juegos Olímpicos de Seúl 1988, ocupando el sexto lugar en la prueba de 4 × 100 m libre.

## Palmarés internacional
| Campeonato Pan-Pacífico | Campeonato Pan-Pacífico | Campeonato Pan-Pacífico | Campeonato Pan-Pacífico |
| Año                     | Lugar                   | Medalla                 | Prueba                  |
| ----------------------- | ----------------------- | ----------------------- | ----------------------- |
| 1989                    | Tokio (Japón)           | Medalla de plata        | 4 × 100 m libre         |